# Аджей, Лоуренс
Лоуренс Аджей-Окйере (англ. Lawrence Adjei-Okyere; род. 23 марта 1979, Аккра) — ганский футболист, полузащитник.

## Карьера
Лоуренс Аджей — воспитанник клуба «Соккер Энглс» из города Обуаси. С сезона 1996/1997 он начал играть за клуб «Голдфилдс», позже переименованный в «Ашанти Голд». С этой командой он стал бронзовым призёром чемпионата Ганы в 1997 году. В 2000 году Аджей перешёл в клуб «Асанте Котоко». В этом клубе он выступал два года, став серебряным призёром ганского первенства. После этого хавбек прошёл просмотр в мюнхенской «Баварии», однако немецкому клубу не подошёл.
В 2001 году Аджей уехал в Россию, став выступать за московский клуб «Спартак». Он дебютировал в команде 18 июля 2001 года, выйдя на замену на 70-й минуте в матче чемпионата России с ЦСКА, который завершился вничью 1:1. Этот матч стал единственным для ганца в составе красно-белых, также 9 матчей он сыграл за дубль «Спартака».
Затем Аджей перешёл в другой немецкий клуб, билефельдскую «Арминия», за которую сыграл 5 матчей. После этого он перешёл в трирский «Айнтрахт», сыграв в 15 играх и забив в них 8 голов.
В 2003 году Аджей вернулся в Гану и выступал за аккрский «Хартс оф Оук», в составе которого дважды был чемпионом Ганы и дважды выигрывал серебряные медали первенства. В 2004 году Аджей с клубом победил в Кубке Конфедераций КАФ.
Затем Анджей играл за китайский «Хух-Хото Блэк Хорс», индийский «Спортинг Клуб де Гоа» и центральноафриканский «Банги».

## Достижения
- Чемпион Ганы: 2004, 2007
- Обладатель Кубка Конфедераций КАФ: 2004